# Federico Roman
Pour les articles homonymes, voir Roman.
Federico Euro Roman, né le 29 juillet 1952 à Trieste, est un cavalier italien de concours complet. Son frère Mauro est aussi un cavalier.

## Carrière
Federico Roman participe aux Jeux olympiques d'été de 1980 à Moscou et remporte la médaille d'or de l'épreuve individuelle de concours complet et la médaille d'argent par équipe sur le cheval Rossinan. Il dispute aussi les Jeux de 1976 et de 1992, sans atteindre le podium.